# صحيفة المقر الإلكترونية

## التأسيس
صحيفة أردنية إلكترونية شاملة ابصرت الصحيفة النور في الربع الأخير من سنة 2012 ميلادية على يد مجموعة من النخب الأردنية المتخصصة في مجال الاعلام بزاويتيه القديم والجديد.

## فريق التأسيس
- طاهر العدوان رئيس مجلس الإدارة
- سلامة الدرعاوي مدير عام ورئيس تحرير الصحيفة

## ملاك الصحيفة
- رجائي المعشر
- طاهر العدوان
- سلامة الدرعاوي

## رسالة الصحيفة
تطل عليكم صحيفة المقر الإلكترونية، وهي تدرك حساسية المرحلة التي يشهدها الأردن والمنطقة العربية، وتأتي انطلاقة المقر استجابة لحاجة ولسد فراغ نلمحه في الساحة الإعلامية والصحفية والأردنية، وستنفرد «المقر» بتغطيات ومتابعات معمقة واحترافية لأهم الأحداث، من دون أن تغفل أهمية نقل الخبر، الذي ستنطلق منه لموضوعات صحفية أعمق سواء أكان محليا، عربيا أو دوليا.
وستقدم الصحيفة أبرز الأخبار يوميا في نشرتها الإلكترونية المصورة، وتوظف أدوات الإعلام الحديث أو مايسمى بالإعلام الجديد بفعالية أكبر، عبر ملفات وندوات وحوارات فكرية، سياسية، اقتصادية، اجتماعية وثقافية، معززة طرق وصول الخبر والمعلومة إلى مواطن واع باحث عن الخبر الدقيق والتحليل المعمق.
و«المقر» وهي تقدم نفسها، أداة تنويرية تتحلى بجرأة الكشف، وتعرية الحقائق، تسعى إلى بناء حالة من الثقة بين المواطن الأردني والإعلام، من خلال مقاربات عميقة للقضايا الحساسة والملفات المسكوت عنها، خصوصا على الصعيد المحلي، وستكون «المقر» صحيفة، ملتزمة بالخط الوطني، تعنى بالرأي والرأي الآخر، من دون أن تجير لصالح أية جهة.
ويستشعر القائمون على مشروع «المقر»، أهمية إحياء الإعلام الإلكتروني على الساحة الأردنية وفق أسس جديدة، هدفها مأسسة هذا النوع من الصحافة والارتقاء بالحريات العامة وتعزيزها والنهوض بالواقع الإعلامي، لجعله قادرا على معالجة إعلامية حقيقية ومنصفة لهموم أبناء شعبنا واهتماماتهم على اختلاف انتماءاتهم.
نضع في «المقر» على رأس أولوياتنا احترام الرأي وتعزيز الحريات ومكافحة الفساد وتقديم الحقيقة بمهنية وموضوعية، بالاعتماد على استقصاء المعلومة والبحث عن الخبر وما وراء الخبر من خلال تغطيات شاملة لآخر الأخبار والمستجدات على الساحة المحلية، وتقديم أدق التحاليل والتقارير والندوات الفكرية المتخصصة.